# Erkki Pale
Erkki Pale (* 13. September 1906 als Bror Erik Sten Bergh in Valkeala; † 7. Dezember 2003 in Helsinki) war ein finnischer Mathematiker und Versicherungsmanager. Während des Zweiten Weltkriegs arbeitete er als Geheimdienstoffizier und Kryptoanalytiker.

## Leben
Geboren im Süden Finnlands nahe Kouvola arbeitete er während des Winterkriegs gegen die Sowjetunion (1939–1940) und des Fortsetzungskriegs (1941–1944) unter Reino Hallamaa als Kryptologe im finnischen Geheimdienst. Im Herbst 1944 war er wesentlich an der Durchführung der Operation Stella Polaris beteiligt, der Evakuierung von etwa 750 Geheimdienstspezialisten mit ihren Familien sowie Unterlagen und Geräten nach Schweden. Jahre später hat er darüber ein Buch verfasst mit dem Titel Totuus Stella Polariksesta (deutsch etwa „Die Wahrheit über das Unternehmen Polarstern“).
Nach dem Krieg arbeitete er als Manager und Aktuar in der Versicherungsbranche. Zusammen mit dem Mathematiker Matti Kurimo entwickelte er das Personenkennzeichen, so wie es noch heute in Finnland verwendet wird.
Erkki Pale und seine Ehefrau Rauni waren mit der Familie des deutschen Kryptologen Waldemar Werther befreundet, den er im Krieg kennengelernt hatte. Sie blieben bis in die 1980er-Jahre in engem Kontakt und tauschten sich auch über kryptologische Themen aus, wie die Enigma-Maschine. Dies endete mit dem Tode von  Waldemar Werther in den späten 1980er-Jahren.
Erik Pale lebte bis 2003 und wurde 97 Jahre alt. Er starb nach einem Alzheimer-Leiden im Krankenhaus Laakso im Westen von Helsinki.

## Schriften (Auswahl)
- Totuus Stella Polariksesta (Die Wahrheit über Stella Polaris), 1994, ISBN 9789529058235.